# Энья
О певице см. Эния
Энья (итал. Egna, нем. Neumarkt — Ноймаркт) — коммуна в Италии, располагается в регионе Трентино — Альто-Адидже, в провинции Больцано.
Население составляет 4724 человека (2008 г.), плотность населения составляет 200 чел./км². Занимает площадь 24 км². Почтовый индекс — 39044. Телефонный код — 0471.
Покровителем коммуны почитается святитель Николай Мирликийский, чудотворец, празднование 6 декабря.

## Ссылки

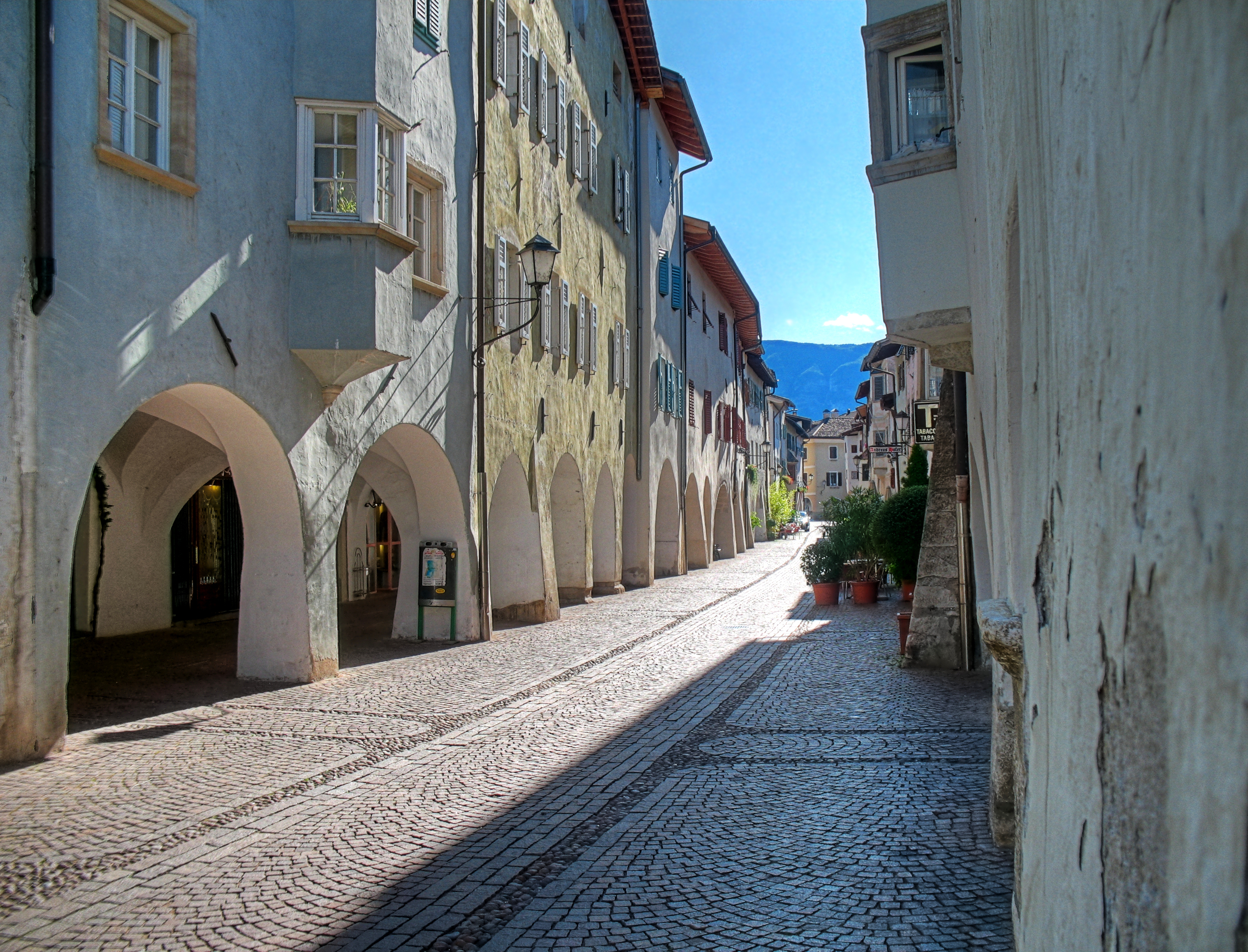
Улица Андреас Гофер
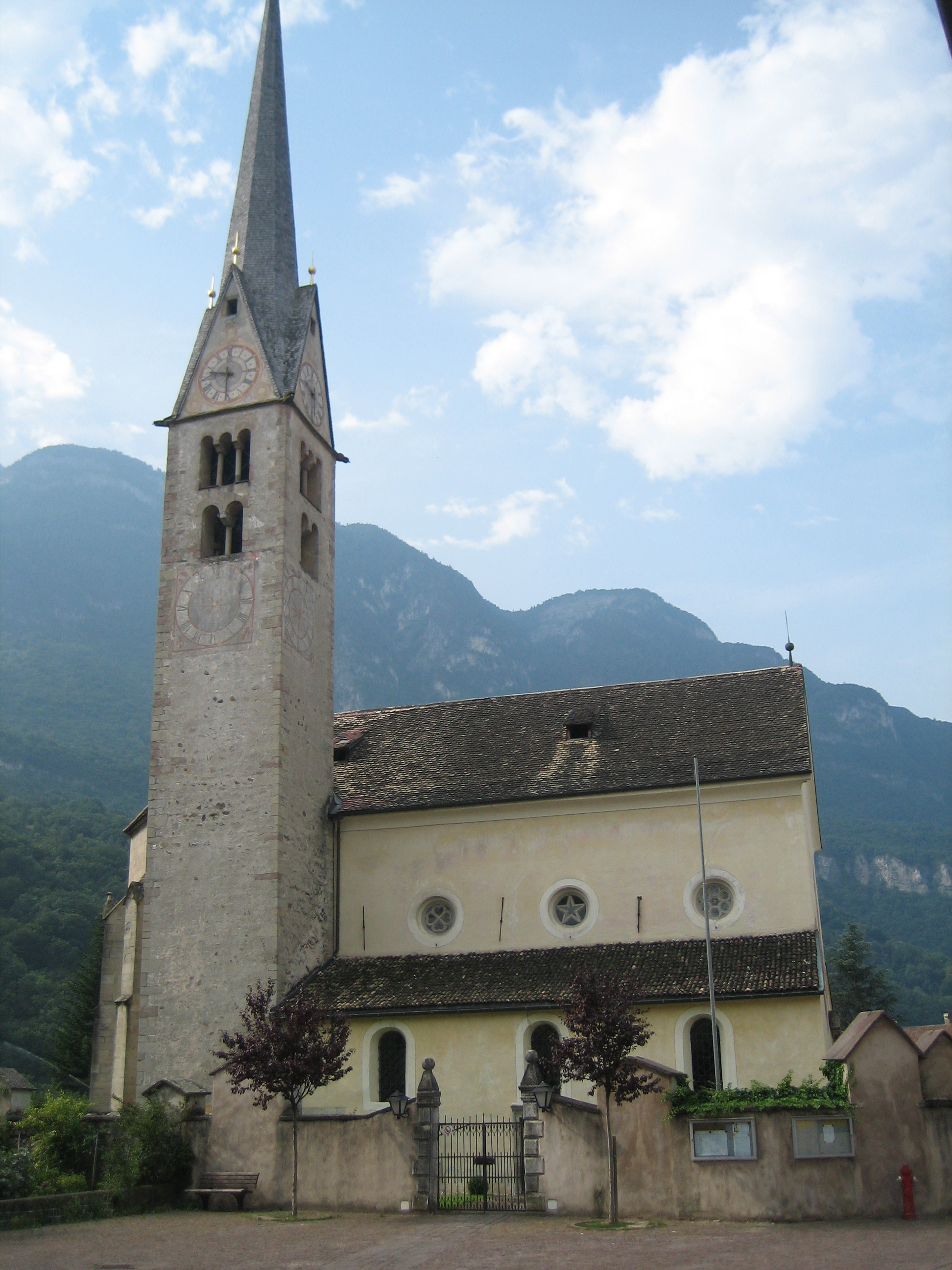
Церковь

## Демография
Динамика населения: